# معجزه (آلبوم نانپوینت)
معجزه ششمین آلبوم رسمی گروه نو متال امریکایی نانپوینت می باشد. این آلبوم در تاریخ ۴ مه ۲۰۱۰ منتشر شد. اولین تک‌آهنگ آن نیز در ۱۵ فوریه ۲۰۱۰ وارد ایستگاه‌های رادیویی شد.  

## فهرست آهنگ ها
۱- سایه
۲- معجزه
۳- دیوانه
۴- صف مقدم
۵- بنگر
۶- برق
۷- چه کاری برایم کردی
۸- پرتاب سنگ ها
۹- ۵ دقیقه تنهایی
۱۰- آنچرا که شده ام
۱۱- آب های خطرناک
۱۲- شماره ۱۳ خوش شانس
۱۳- روح بی جان
۲- Miracle
۳- Crazy
۴- Frontlines
۵- Looking Away
۶- Electricity
۷- What You've Got For Me
۸- Throwing Stones
۹- 5 Minutes Alone
۱۰- What I've Become
۱۱- Dangerous Waters
۱۲- Lucky #13
۱۳- Dead Soul

## پدید آورندگان
- الیاس سوریانو : آواز
- کی بی : بیس
- راب ریورا : درامز
- زک برودریک : گیتار
- چاد گری : تهیه کننده، هم آواز در ترانه "معجزه"
- گرگ تریبت : تهیه کننده